# Itabirinha
Itabirinha là một đô thị thuộc bang Minas Gerais, Brasil. Đô thị này có diện tích 208,059 km², dân số năm 2007 là 10338 người, mật độ 45,7 người/km².